# Списък с филми на киновселената на Марвел
Филмите на Киновселената на Марвел са поредица от филми за супергерои, продуцирани от „Марвел Студиос“, базирани на герои, които се появяват в публикации на комиксите на „Марвел“. Първият филм на „Марвел Студиос“ излиза през 2008 г.

## Филми
„Марвел Студиос“ пуска своите филми в групи, наречени „фази“. Към 2023 г. фазите са шест.

### Сагата безкрайност
Филмите от първата до третата фаза са известни като „Сагата безкрайност“.
| Заглавие                               | Дата на издаване |
| -------------------------------------- | ---------------- |
| Първа фаза                             |                  |
| Железният човек                        | май 2008         |
| Невероятният Хълк                      | юни 2008         |
| Железният човек 2                      | май 2010         |
| Тор: Богът на гръмотевиците            | май 2011         |
| Капитан Америка: Първият отмъстител    | юли 2011         |
| Отмъстителите                          | май 2012         |
| Втора фаза                             |                  |
| Железният човек 3                      | май 2013         |
| Тор: Светът на мрака                   | ноември 2013     |
| Завръщането на първия отмъстител       | април 2014       |
| Пазители на Галактиката                | август 2014      |
| Отмъстителите: Ерата на Ултрон         | май 2015         |
| Ант-Мен                                | юли 2015         |
| Трета Фаза                             |                  |
| Първият отмъстител: Войната на героите | май 2016         |
| Доктор Стрейндж                        | ноември 2016     |
| Пазители на Галактиката: Втора част    | май 2017         |
| Спайдър-Мен: Завръщане у дома          | юли 2017         |
| Тор: Рагнарок                          | ноември 2017     |
| Черната пантера                        | февруари 2018    |
| Отмъстителите: Война без край          | април 2018       |
| Ант-Мен и Осата                        | юли 2018         |
| Капитан Марвел                         | март 2019        |
| Отмъстителите: Краят                   | април 2019       |
| Спайдър-Мен: Далече от дома            | юли 2019         |

### Сагата Мултивселена
Филмите от фаза четири до фаза шест са известни като „Сагата Мултивселена“. Те също така включват множество сериали и две специални предавания в Disney+.